# Francesco de Sanctis
Francesco Saverio de Sanctis (Morra Irpino, 28 marzo 1817 – Napoli, 29 dicembre 1883) è stato un critico letterario, saggista e politico italiano, tra i maggiori critici e storici della letteratura italiana nel XIX secolo e più volte ministro della pubblica istruzione.

## Biografia
Francesco Saverio de Sanctis nacque nel 1817 a Morra Irpino (Avellino) da una famiglia di piccoli proprietari terrieri, figlio di Alessandro De Sanctis (1787-1874) e Maria Agnese Manzi (1785-1847).
Il padre era dottore in diritto e due zii paterni, Giuseppe e Carlo, uno sacerdote e l'altro medico, vennero esiliati per aver preso parte ai moti carbonari del 1820-21.
Celebre è la sua frase: "Se Morra è il mio paese, Sant'Angelo è la mia città" (Sant'Angelo dei Lombardi, che si trova vicino a Morra e che, al tempo del De Sanctis, era il punto di riferimento per i paesi vicini).
Prima di contemplare il mondo poetico lo hanno giudicato: gl'impongono le loro leggi in luogo di studiar quelle che il poeta gli ha date. […] Critica perfetta è quella in cui i diversi momenti (per i quali è passata l'anima del poeta) si conciliano in una sintesi di armonia.
Il critico deve presentare il mondo poetico rifatto ed illuminato da lui con piena coscienza, di modo che la scienza vi presti, sì, la sua forma dottrinale, ma sia però come l'occhio che vede gli oggetti senza però vedere se stesso. La scienza, come scienza, è, forse, filosofia, ma non è critica.»
(Francesco De Sanctis, Saggi critici, Morano, Napoli, 1874)

### Formazione scolastica
Nel 1826 lasciò la provincia per recarsi a Napoli, dove frequentò il ginnasio privato di uno zio paterno, Carlo Maria de Sanctis.
Nel 1831 passò ai corsi liceali, dapprima presso la scuola dell'abate Lorenzo Fazzini, dove compì le prime letture filosofiche, e nel 1833 presso quella dell'abate Garzia.
Completati gli studi liceali, intraprese gli studi giuridici, presto però trascurati per seguire, già dal 1836, la scuola del purista Basilio Puoti sul Trecento e sul Cinquecento, lezioni che il marchese teneva gratuitamente presso il suo palazzo, dove il De Sanctis avrà modo di conoscere il Leopardi e dove avvenne la sua vera formazione.

### Insegnamento
Trascorso un breve soggiorno a Morra,  ritornò a Napoli dove iniziò ad insegnare nella scuola dello zio Carlo che si era ammalato. Per interessamento dello stesso Puoti, venne nominato professore alla scuola militare preparatoria di San Giovanni a Carbonara (1839-1841) e in seguito al Collegio militare della Nunziatella (1841-1848), dove ebbe come allievo tra gli altri Nicola Marselli.
Contemporaneamente egli teneva in una sala del Vico Bisi, per gli allievi del Puoti, corsi privati di grammatica e letteratura, avendo tra i suoi allievi alcuni di quelli che sarebbero poi diventati tra i principali nomi della cultura italiana: i meridionalisti Giustino Fortunato e Pasquale Villari, il filosofo Angelo Camillo De Meis, il giurista Diomede Marvasi, il pittore Giacomo Di Chirico, il letterato Francesco Torraca e il poeta Luigi La Vista, suo allievo prediletto, che avrebbe trovato la morte durante l'insurrezione del 1848.
Le lezioni di quella che fu chiamata la "prima scuola napoletana" (1838/39-1848) furono raccolte ed edite solamente nel 1926 da Benedetto Croce con il titolo Teoria e storia della letteratura.

### Distanze dal purismo
Alla Nunziatella il De Sanctis iniziò a trattare problematiche di carattere letterario, estetico, stilistico, linguistico, storico e di filosofia della storia, prendendo le distanze dal purismo di Puoti dopo aver scoperto alcuni testi dell'Illuminismo francese (d'Alembert, Diderot, Hélvetius, Montesquieu, Rousseau e Voltaire) e di quello italiano (Beccaria, Cesarotti, Filangieri, Genovesi, Pagano).
De Sanctis passò così da una prima fase intrisa di sensibilità romantica e leopardiana, di forte polemica anti-illuministica e di convinta adesione a un programma cattolico-liberale, giobertiano, di restaurazione civile e morale, ad una seconda fase, nel costituire la quale ebbero grande parte la lettura di Hegel e le esperienze drammatiche del 1848.

### Partecipazione ai moti del 1848
(Francesco De Sanctis, Il Mezzogiorno e lo Stato unitario, pag. 301, Einaudi, 1972)
Nel maggio del 1848, come membro dell'associazione "Unità Italiana" diretta dal Settembrini, partecipò con alcuni dei suoi allievi ai moti insurrezionali e, in seguito a questa sua iniziativa, nel novembre del 1848 venne sospeso dall'insegnamento.

### Prigionia
Nel novembre del 1848 egli preferì allontanarsi da Napoli, recandosi nell'entroterra calabrese, ospite prima nella città del Guiscardo di San Marco Argentano (CS) presso il seminario vescovile, poi nel vicino borgo di Cervicati (CS) dove aveva accettato un incarico di precettore propostogli dal barone Francesco Guzolini.

Qui scrisse i suoi primi "Saggi critici", cioè le prefazioni all'Epistolario leopardiano e alle "Opere drammatiche" di Schiller, ma nel 1850 venne arrestato e recluso a Napoli nelle prigioni di Castel dell'Ovo, dove rimase fino al 1853 quando, espulso dal Regno dalle autorità borboniche e fatto imbarcare per l'America, riuscì a fermarsi a Malta e quindi a rifugiarsi a Torino.
Durante il periodo di prigionia il De Sanctis si diede allo studio approfondito di Hegel, facendo lo sforzo di apprendere il tedesco e compiere così la traduzione del "Manuale di una storia generale della poesia e della logica" di Hegel, oltre a cercare di approfondire i motivi mazziniani della propria ideologia, come testimonia il carme in endecasillabi con auto-commento intitolato "La prigione".
Dal carcere uscì indubbiamente un De Sanctis diverso, al quale la realtà aveva distrutto le illusioni e al pessimismo e misticismo giovanile era subentrata una moralità più eroica e alfieriana e che, grazie alla lettura di Hegel, aveva maturato una diversa concezione del divenire della storia e della struttura dialettica della realtà.

### Attività letteraria a Torino
A Torino la cultura moderata gli negò una cattedra, ma De Sanctis riuscì comunque a svolgere un'intensa attività letteraria. Trovò un incarico di insegnante presso una scuola privata femminile dove insegnò lingua italiana, diede lezioni private, collaborò a vari giornali dell'epoca come "Il Cimento", divenuto in seguito "Rivista Contemporanea", "Lo Spettatore", "Il Piemonte", "Il Diritto" e iniziò a tenere conferenze e lezioni, tra le quali quelle famose su Dante che, per la loro originale impostazione e per l'analisi storica e poetica, gli fecero ottenere, nel 1856, una cattedra di letteratura italiana presso il Politecnico federale di Zurigo.

### Anni di Zurigo

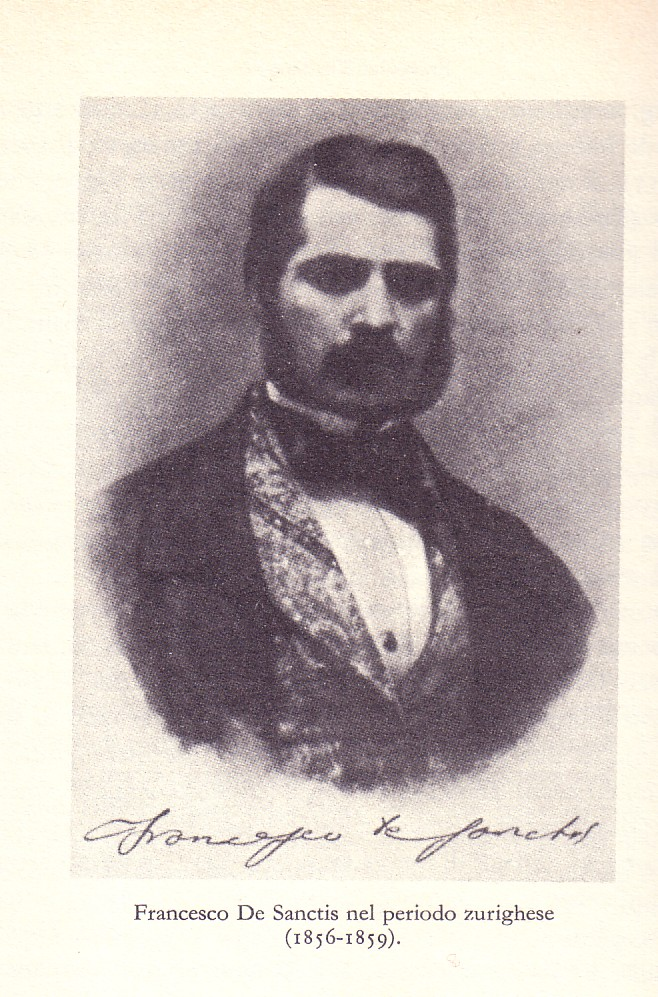
Francesco De Sanctis nel periodo zurighese (1856-1859)

A Zurigo, dove insegnò dal 1856 al 1860, il De Sanctis tenne lezioni su Dante, sui poemi cavallereschi italiani e su Petrarca.

Zurigo, che in quegli anni era sede di grande confronto intellettuale, diede a De Sanctis l'occasione di elaborare meglio il proprio metodo critico, di approfondire le proprie meditazioni filosofiche e di raccogliere il materiale documentario, tra il quale assai importante risultano essere le conferenze petrarchesche del 1858-1859 che saranno la base del saggio pubblicato nel 1869 a Napoli dall'editore Morano. Ebbe anche l’occasione di diventare membro attivo del Circolo degli Scacchi della Città: “Ieri sono stato eletto membro della società degli scacchi, pagando il diploma quattro franchi. È la prima società tedesca di cui faccio parte. Qui tutto si risolve in società” 

### Ritorno in patria
Intanto, con l'unione nel 1860 del Regno delle Due Sicilie al Regno di Sardegna per la costituzione del Regno d'Italia, il De Sanctis poté tornare in patria, dove portò avanti, contemporaneamente alla sempre fervida attività letteraria, anche l'attività politica.
Nel 1860 conobbe Giuseppe Mazzini e, dopo aver interrotto il ciclo di lezioni sulla poesia cavalleresca, sottoscrisse il manifesto del Partito d'Azione per caldeggiare l'unificazione e per combattere le idee estremiste dei repubblicani.
Da quel momento egli si immerse di slancio nella nuova realtà politica italiana, ritrovando nell'azione la possibilità di rendere concreto l'ideale appreso da Machiavelli, Hegel e Manzoni e cioè quello dell'uomo totalmente impegnato nella realtà.

### Attività letteraria e attività politica
Si dedicò pertanto ininterrottamente, ora all'attività di politico e ministro, ora a quella di giornalista, ora a quella di critico e storico della letteratura e infine a quella di professore.

#### Cariche politiche
In seguito alla conquista di Garibaldi, il De Sanctis venne nominato governatore della provincia di Avellino e per un brevissimo periodo fu ministro nel governo Pallavicino, collaborando per il rinnovamento del corpo accademico napoletano.
Nel 1861 venne eletto deputato al parlamento nazionale, aderendo alla prospettiva di una collaborazione liberal-democratica, e accettò il ministero della pubblica istruzione nei gabinetti Cavour e Ricasoli per cercare di attuare la difficile opera di fusione tra le amministrazioni scolastiche degli antichi stati.
Nel 1862 passò però all'opposizione e, in collaborazione con il Settembrini, promosse una "Associazione unitaria costituzionale" di sinistra moderata, che ebbe come voce il quotidiano "Italia", diretto dallo stesso De Sanctis dal 1863 al 1865. In questo ambito espose la sua visione politica nello scritto Un viaggio elettorale del 1875.

#### Intenso impegno di studi
(Benedetto Croce, Estetica come scienza dell'espressione e linguistica generale, II, 15)
Il fallimento nelle elezioni del 1865 coincise con il ritorno del De Sanctis a un grande impegno di studi concentrato sulla struttura di una storiografia letteraria che fosse di respiro nazionale, questione che affronterà nei saggi sulle Storie letterarie del Cantù in Rendiconti della R. Accademia di Scienze morali e politiche di Napoli del 1865, e sul Settembrini, Settembrini e i suoi critici, in Nuova Antologia (marzo 1869).
Nel frattempo De Sanctis stava già lavorando a una Storia della letteratura italiana che, nata come testo scolastico, si sviluppò assai presto in un'opera di ampia e complessa portata.
Dal 1872 De Sanctis insegnò letteratura comparata presso l'Università di Napoli e quell'anno accademico iniziò con il discorso su "La scienza e la vita".

I corsi da lui tenuti in quegli anni si intitolano a Manzoni (1872), la scuola cattolico-liberale (1872-'74), la scuola democratica (1873-'74), Leopardi (1875-1876).

Questi scritti, che svolgono tutti quei temi di letteratura contemporanea che nella storia della letteratura non ebbero spazio per esigenze editoriali, furono raccolti da Francesco Torraca e solo in parte rivisti dal De Sanctis.

#### Ultima fase della vita
Nel 1876, prevalendo la Sinistra, De Sanctis si dimise da professore e accettò da Benedetto Cairoli un nuovo incarico ministeriale (1878-1880), mentre il suo interesse critico si rivolgeva al naturalismo francese, come testimonia lo Studio sopra Emilio Zola che apparve a puntate sul "Roma" nel 1878 e lo scritto "Zola e l'assommoir" pubblicato nel 1879 a Milano.
Intervenne in Parlamento dopo il tentativo di attentato al re Umberto I da parte dell'anarchico Giovanni Passannante, manifestando la sua contrarietà di sincero democratico ad ogni tipo di repressione:
Ritornato a Napoli, si dedicò alla rielaborazione del materiale leopardiano, che fu pubblicato postumo nel 1885 con il titolo Studio su G. Leopardi, e alla dettatura di ricordi autobiografici che arrivano fino al 1844, pubblicati da Villari nel 1889 con il titolo La giovinezza: frammento autobiografico.
Colpito da una grave malattia agli occhi, De Sanctis morì a Napoli nel 1883. In suo onore la città natale, Morra Irpino, è stata ribattezzata Morra De Sanctis.
De Sanctis fu membro della Massoneria. 

#### Post mortem
Nel 2007, in suo nome, viene istituita la Fondazione De Sanctis, ente che dal 2009 organizza annualmente il Premio De Sanctis per la saggistica ed altri eventi di carattere culturale.

## Opere
De Sanctis enunciò i suoi principi critici in diversi scritti di carattere non esclusivamente teorico e il suo pensiero non è esposto in opere autonome e organiche di poetica e di estetica.

Il problema dell'arte non divenne mai per De Sanctis oggetto di un discorso rigorosamente filosofico, tuttavia le sue sparse meditazioni su di esso contengono i principi fondamentali dell'estetica moderna e rivelano quanto fossero solide le fondamenta del suo pensiero critico.

### Storia della letteratura italiana
La Storia della letteratura italiana deve considerarsi il capolavoro critico del De Sanctis. In essa l'autore ricostruisce in modo mirabile lo sfondo storico critico-civile dal quale nacquero i capolavori della letteratura italiana. In quest'opera compare la frase "il fine giustifica i mezzi" che De Sanctis usa come esempio errato di come riassumere il pensiero di Niccolò Machiavelli, e che è stata successivamente attribuita erroneamente proprio al pensatore fiorentino.

### Altre opere
Tra gli studi del de Sanctis spicca il Saggio critico sul Petrarca del 1869 mentre tra i lavori inclusi nei Saggi critici del 1866 e nei Nuovi Saggi critici del 1869 meritano di essere menzionati quelli su episodi della Divina Commedia, su L'uomo del Guicciardini, su Schopenhauer e Leopardi oltre Il darwinismo nell'arte e quelli su Emilio Zola.
Da ricordare ancora è il discorso La scienza e la vita del 1872 nel quale egli, sostenendo la necessità di non separare la scienza dalla vita, prese posizione nei riguardi dell'allora dilagante positivismo.
Scrittore vivace e singolare in una "prosa parlata che ha la spontaneità del discorso vivo", il De Sanctis si rivela un piacevole narratore nel frammento autobiografico La giovinezza del 1889 e nelle quindici lettere che costituiscono il resoconto di Un viaggio elettorale scritto nel 1876.

## Pensiero
In un periodo in cui l'entusiasmo per lo storicismo idealistico era scomparso e la critica, sia europea che italiana si era spenta e si orientava verso la ricerca filologico-erudita, si trovano ancora nel pensiero di De Sanctis i motivi più significativi e vitali della cultura romantica.
De Sanctis stabilì nella sua Storia della letteratura italiana il legame tra il contenuto e la forma con lo scopo di ricostruire quel mondo culturale e morale dal quale sarebbero nate in seguito le grandi opere.
Egli considera l'arte come il "vivente", cioè la "forma", ritenendo che tra forma e contenuto non esista dissociazione perché esse sono l'una nell'altra.
Nelle pagine di De Sanctis vi è una felice vena di scrittore. Egli infatti scrive con una prosa antiletteraria, fervida e mirabile per l'immediatezza del pensiero.
Il pensiero del De Sanctis venne contrastato dal positivismo della scuola storica. Sarà solamente con Croce che avrà inizio la rivalutazione del pensiero desanctisiano che troverà, attraverso Gramsci, importanti sviluppi nella critica di ispirazione marxista.
Giuseppe Galasso ha scritto, citando tra gli altri Delio Cantimori, che De Sanctis, esprimendo un giudizio negativo sul Cinquecento in relazione al Rinascimento, vede un rapporto di continuità tra il Quattrocento e il Cinquecento. Nel Quattrocento è compiuta la separazione tra borghesia e popolo rispetto  al «blocco compatto dell’intuizione, delle concezioni, della fede, della moralità proprie del Medioevo», ma, mentre  il Quattrocento è un secolo vivo, creativo, aperto, dove c’è «ancora un magistero reale rispetto all’Europa», nel  Cinquecento non si può che constatare, parole di De Sanctis, «la separazione da tutti i grandi interessi morali, politici e sociali che allora commuovevano e ringiovanivano molta parte dell’Europa».

### Metodo
Il metodo della critica desanctisiana nasce, oltre che da una geniale elaborazione intellettuale, da una forte esigenza di intraprendere una battaglia culturale.
La critica di De Sanctis fu quindi una critica militante, il tentativo di superare per sempre il distacco tra l'artista e l'uomo, tra la cultura e la vita nazionale, tra la scienza e la vita.
Lo scrittore non è mai per De Sanctis un uomo isolato e chiuso in sé stesso, ma inquadrato nel contesto che lo circonda, cioè la sua civiltà e la sua cultura.

### Estetica
Discepolo del Puoti, De Sanctis inizia fin dalla sua prima scuola (1839-1848) la critica del formalismo puristico e retorico, e si pone sia contro la poetica del Cinquecento sia contro quella del Settecento, accademica e neoclassica.
In quegli anni a Napoli cominciò a penetrare la filosofia di Hegel, e il De Sanctis agli inizi studiò e aderì all'estetica del grande filosofo tedesco, sebbene in lui fosse già latente lo spirito di ribellione che divenne esplicito in occasione della pubblicazione del suo Saggio sul Petrarca.
Hegel sosteneva infatti che l'arte fosse «l'apparenza sensibile dell'Idea», e quindi che l'opera d'arte fosse simbolo del concetto filosofico e quasi una forma provvisoria di esso. Una simile dottrina conferiva carattere teoretico all'arte, ma ne comprometteva l'autonomia, tant'è vero che Hegel prevedeva alla fine dell'epoca romantica la morte dell'arte.
Il De Sanctis contrappose all'estetica hegeliana l'estetica della forma intesa come un'attività originaria e autonoma dello Spirito, per mezzo della quale la materia sentimentale si realizza in figurazione artistica. In questo modo essa non è un'elaborazione di un contenuto astratto, ma unità di contenuto e forma.
Su questi fondamenti si basa la critica del De Sanctis che fu una vera rivoluzione nella tradizione letteraria italiana.
- 1817 - Nasce a Morra Irpina il 28 marzo.
- 1826 - Frequenta la scuola privata dello zio Carlo.
- 1831 - Passa nel liceo dell'abate Fazzini, poi nello "Studio" del Garzini.
- 1834 - Nella scuola superiore di Basilio Puoti.
- 1839 - Fonda la scuola privata superiore al Vico Bisi, mentre sostituisce lo zio Carlo nella sua.
- 1841 - Viene nominato insegnante nel Collegio militare della Nunziatella.
- 1848 - Il 15 maggio combatte alle barricate. Viene sospeso dal Collegio della Nunziatella.
- 1849 - Si ritira in Calabria, a Cosenza.
- 1850 - È arrestato il 3 dicembre e incarcerato in Castel dell'Ovo.
- 1853 - Viene liberato ma deve andare in esilio: in Piemonte, a Torino.
- 1856 - È a Zurigo, insegnante di Letteratura Italiana al Politecnico.
- 1860 - Il 6 agosto ritorna a Napoli. Eletto Governatore della provincia di Avellino. Nel settembre è nominato da Garibaldi Direttore dell'Istruzione pubblica. Provvedimenti per rinnovare l'Università.
- 1861 - Deputato del Regno d'Italia e dal 20 marzo ministro dell'Istruzione.
- 1865-1876 - Torna agli studi: è il periodo della sua più intensa attività letteraria.
- 1878 - Ministro dell'Istruzione.
- 1879-1882 - Di nuovo Ministro dell'Istruzione
- 1883 - Muore a Napoli il 29 dicembre.

### Opere
- Saggi critici, Rondinella, Napoli 1849.
- La prigione, Benedetto, Torino 1851.
- Saggi critici, Morano, Napoli, 1869.
- Storia della letteratura italiana, Morano, 1870.
- Nuovi saggi critici, Morano, Napoli, 1872.
- Un viaggio elettorale, Morano, Napoli 1876.
- Studio sopra Emilio Zola, Roma, XVI 1878.
- Zola e l'assommoir, Treves, Milano 1879.
- Saggio critico sul Petrarca, Morano, Napoli 1883.
- Studio su Giacomo Leopardi, a c. di R. Bonari, Morano, Napoli 1885.
- La giovinezza: frammento autobiografico, a cura di Pasquale Villari, Morano, Napoli 1889.
- Purismo illuminismo storicismo, scritti giovanili e frammenti di scuola, lezioni, a cura di A. Marinari, 3 voll., Einaudi, Torino 1975.
- La crisi del romanticismo, scritti dal carcere e primi saggi critici, a cura di M. T. Lanza, introd. di G. Nicastro, Einaudi, Torino 1972.
- Lezioni e saggi su Dante, corsi torinesi, zurighesi e saggi critici, a cura di S. Romagnoli, Einaudi, Torino 1955, 1967.
- Saggio critico sul Petrarca, a cura di N. Gallo, introduzione di N. Sapegno, Einaudi, Torino 1952.
- Verso il realismo, prolusioni e lezioni zurighesi sulla poesia cavalleresca, frammenti di estetica e saggi di metodo critico, a cura di N. Borsellino, Einaudi, Torino 1965.
- Storia della letteratura italiana, a cura di N. Gallo, introd. di N. Sapegno, 2 voll., Einaudi, Torino 1958.
- Manzoni, a c. di C. Muscetta e D. Puccini, Einaudi, Torino 1955.
- La scuola cattolica-liberale e il romanticismo a Napoli, a cura di C. Muscetta e G. Candeloro, Einaudi, Torino 1953.
- Mazzini e la scuola democratica, a cura degli stessi, Einaudi, Torino 1951, 1961.
- Leopardi, a cura di C. Muscetta e A. Perna, Einaudi, Torino 1961.
- L'arte, la scienza e la vita, nuovi saggi critici, conferenze e scritti vari, a c. di M. T. Lanza, Einaudi, Torino 1972.
- Il Mezzogiorno e lo Stato unitario, scritti e discorsi politici dal 1848 al 1870, a c. di F. Ferri, Einaudi, Torino 1960.
- I partiti e l'educazione della nuova Italia, a c. di N. Cortese, Einaudi, Torino 1970.
- Un viaggio elettorale, seguito da discorsi biografici, dal taccuino elettorale e da scritti politici vari, a cura di N. Cortese, Einaudi, Torino 1968.
- Un viaggio elettorale, Edizione critica a cura di Toni Iermano, Cava de' Tirreni, Avagliano, 2003.
- Epistolario (1836-1862), a c. di G. Ferretti, M. Mazzocchi Alemanni e G. Talamo, 4 voll. 1956-69.
- Lettere a Pasquale Villari, a c. di Felice Battaglia, Einaudi, Torino 1955.
- Lettere politiche (1865-80), a c. di A. Croce e G. B. Gifuni, Ricciardi, Milano-Napoli 1970.
- Lettere a Teresa, a cura di A. Croce, Ricciardi, Milano-Napoli 1954.
- Lettere a Virginia, a cura di Benedetto Croce, Laterza, Bari 1917.
- Mazzini, a cura di Vincenzo Gueglio, Genova, Fratelli Frilli, 2005, ISBN 88-7563-148-4.
- Scritti e discorsi sull'educazione, La Nuova Italia, Firenze 1967.

### Edizioni in linea
- Saggio critico sul Petrarca, Napoli, Morano, 1869.
- Saggi critici, Napoli, Morano, 1888.
- Storia della letteratura italiana, Scrittori d'Italia 31, vol. 1, Bari, Laterza, 1912.
- Storia della letteratura italiana, Scrittori d'Italia 32, vol. 2, Bari, Laterza, 1912.
- Saggi critici, Scrittori d'Italia 203, vol. 1, Bari, Laterza, 1952.
- Saggi critici, Scrittori d'Italia 204, vol. 2, Bari, Laterza, 1952.
- Saggi critici, Scrittori d'Italia 205, vol. 3, Bari, Laterza, 1952.
- Letteratura italiana del secolo XIX, Scrittori d'Italia 209, vol. 1, Bari, Laterza, 1953.
- Letteratura italiana del secolo XIX, Scrittori d'Italia 210, vol. 2, Bari, Laterza, 1953.
- Letteratura italiana del secolo XIX, Scrittori d'Italia 211, vol. 3, Bari, Laterza, 1961.
- Poesia cavalleresca, Scrittori d'Italia 212, Bari, Laterza, 1954.
- Lezioni sulla Divina Commedia, Scrittori d'Italia 214, Bari, Laterza, 1955.
- Memorie, lezioni e scritti giovanili, Scrittori d'Italia 223, Bari, Laterza, s.d..

### Saggi critici su Francesco De Sanctis
- Emiliano Alessandroni, L'anima e il mondo. Francesco De Sanctis tra filosofia, critica letteraria e teoria della letteratura, introduzione di Marcello Mustè e postfazione di Romano Luperini, Quodlibet, Macerata 2017.
- Ettore Bonora, L'interpretazione del Petrarca e la poetica del realismo in De Sanctis. Modelli di critica stilistica in Francesco De Sanctis e Per e contro De Sanctis, in Manzoni e la via italiana al realismo, Napoli, Liguori, 1989, pp. 121–82.
- Antonio Carrannante, Francesco De Sanctis educatore e ministro, in «Rassegna Storica del Risorgimento», gennaio-marzo 1993, pp. 15–34.
- Antonio Carrannante, Note sull'uso di 'galantuomo' nell'Ottocento, in «Otto/Novecento», maggio/agosto 2010, pp. 33–80, e particolarmente pp. 59–60.
- Gaetano Compagnino, Forme e Storie, («Quaderni del Siculorum Gymnasium»), Facoltà di Lettere e filosofia dell'Università di Catania, Catania, 2001.
- Gianfranco Contini, Varianti e altra linguistica. Una raccolta di saggi (1938-1968), Torino, Einaudi, 1970 pp. 499–531 (il saggio era già uscito come introduzione a Francesco De Sanctis, Scritti critici, Torino, Utet, 1949).
- Benedetto Croce, Gli scritti di Francesco De Sanctis e la loro varia fortuna, Bari, Laterza, 1917.
- Carlo Dionisotti, Geografia e storia della letteratura italiana, Torino, Einaudi, 1967, pp. 12–15 e 27-30.
- Mario Fubini, Francesco De Sanctis e la critica letteraria, in Romanticismo italiano. Saggi di storia della critica e della letteratura, Bari, Laterza, 1971, pp. 295–319 (pubblicato per la prima volta in francese nei Cahiers d'Histoire Mondiale, VII, 1963, 2).
- Toni Iermano, Introduzione a F. De Sanctis, Lettere a Teresa, Atripalda, Mephite, 2002.
- Toni Iermano, Introduzione a F. De Sanctis, Un viaggio elettorale, Cava de' Tirreni, Avagliano, 2003.
- Toni Iermano, La prudenza e l'audacia. Letteratura e impegno politico in Francesco De Sanctis, Napoli, L'Ancora del Mediterraneo, 2012.
- Toni Iermano, Francesco De Sanctis. Scienza del vivente e politica della prassi in Francesco De Sanctis, Pisa-Roma, Fabrizio Serra Editore, 2017.
- Sergio Landucci, Cultura e ideologia in Francesco De Sanctis, Milano, Fsstrinelli, 1963.
- Paola, Pisa-Roma, Fabrizio Serra Editore, Luciani, L'«estetica applicata» di Francesco De Sanctis. Quaderni napoletani e lezioni torinesi, Firenze, Olschki, 1983.
- AA.VV., Francesco De Sanctis nella storia della cultura, a cura di Carlo Muscetta, Bari, Laterza, 1984.
- Attilio Marinari (a cura di), Francesco De Sanctis un secolo dopo, vol. I, Roma-Bari, Laterza, 1985.
- Mario Mirri, Francesco De Sanctis politico e storico della civiltà moderna, Messina-Firenze, D'Anna, 1961.
- Carlo Muscetta, nel vol. Francesco De Sanctis, Pagine sparse, Bari, Laterza, 1944.
- Carlo Muscetta, Francesco De Sanctis, in Letteratura italiana Laterza, VIII/I, pp. 355–462.
- Carlo Muscetta, Francesco De Sanctis nella storia della cultura, Roma-Bari, Laterza, 1958.
- René Wellek, Storia della critica moderna, traduz. ital., IV, Bologna, Il Mulino, 1969, pp. 123–74.
- Arnaldo Di Benedetto, Francesco De Sanctis e le feste ariostee del 1875, in Sekundärliteratur. Critici, eruditi, letterati, Firenze, Società Editrice Fiorentina, 2005, pp. 25–30.
- La nuova scienza come rinascita dell'identità nazionale. La Storia della letteratura italiana di Francesco De Sanctis (1870-2010), a cura di Toni Iermano e Pasquale Sabbatino, Napoli, Edizioni Scientifiche Italiane, 2012.
- "Studi Desanctisiani". Rivista internazionale di Letteratura, Politica, Società, Fondata e diretta da Toni Iermano, Pisa-Roma, Fabrizio Serra Editore 2013/2014/2015/2016/2017/.
- Lorenzo Resio, Chiara Tavella, Bibliografia desanctisiana (1965-2020), prefazione di Gerardo Bianco, Pisa-Roma, Fabrizio Serra Editore, 2020.